# Onthophagus escalerai
Onthophagus escalerai là một loài bọ cánh cứng trong họ Bọ hung (Scarabaeidae).